# Franz Baltzarek
Franz Baltzarek (* 26. Juli 1944 in Wien) ist ein österreichischer Wirtschaftshistoriker.
Baltzarek schloss sein Studium der Geschichte an der Universität Wien mit dem Dr. phil. ab und habilitierte sich 1981. Als Assistenzprofessor (seit 1988) und außerordentlichen Professor an der heutigen Fakultät für Wirtschaftswissenschaften der Universität Wien beschäftigten ihn schwerpunktmäßig die Bereiche Allgemeine und Österreichische Wirtschaftsgeschichte, Finanz- und Stadtgeschichte.

## Publikationen (Auswahl)
- Das Steueramt der Stadt Wien 1526–1760, Wien 1971
- Österreichisches Städtebuch, Band 3: Die Städte Vorarlbergs (Redaktion, gem. mit Johanne Pradel und Roman Sandgruber), Wien 1973
- Die Geschichte der Wiener Börse. Öffentliche Finanzen und privates Kapital im Spiegel einer österreichischen Wirtschaftsinstitution, Wien 1973
- Wirtschaft und Gesellschaft der Wiener Stadterweiterung (gem. mit Alfred Hoffmann und Hannes Stekl), Band 5 von Die Wiener Ringstraße. Bild einer Epoche, F. Steiner, 1975
- Grün in der Großstadt. Geschichte und Zukunft europäischer Parkanlagen unter besonderer Berücksichtigung Wiens (gem. mit Robert Schediwy), Wien 1982

| Personendaten    | Personendaten                          |
| ---------------- | -------------------------------------- |
| NAME             | Baltzarek, Franz                       |
| KURZBESCHREIBUNG | österreichischer Wirtschaftshistoriker |
| GEBURTSDATUM     | 26. Juli 1944                          |
| GEBURTSORT       | Wien                                   |